# Vera Fokina
Vera Petrovna Fokina (in russo Вера Петровна Фокина?), all'anagrafe Vera Petrovna Antonova (in russo Вера Петровна Антонова?; 3 agosto 1886 – New York, 29 luglio 1958) è stata una ballerina russa.

## Biografia
Dopo gli studi alla Scuola del Balletto Imperiale, nel 1904 fu scritturata dalla compagnia, il futuro Balletto Mariinskij. Nel 1905 sposò Michel Fokine, da cui ebbe il figlio Vitalij nello stesso anno. Pur rimanendo nella compagnia del Balletto Imperiale fino al 1918, lasciò temporaneamente il teatro per danzare con il marito nelle tournée europee dei Balletti russi di Sergej Pavlovič Djagilev in diverse occasioni nei quattordici anni seguenti. 
Danzò in numerose coreografie del marito. Nel 1907 danzò insieme a Aleksandr Širjaev la tarantella (una danza che aveva appreso in Italia durante la luna di miele a Capri due anni prima) nella prima assoluta de Les Sylphides a San Pietroburgo. Nel 1910 fu la prima interprete nella principessina in occasione della prima mondiale de L'uccello di fuoco all'Opéra Garnier e danzò al debutto di Carnaval a Pavlovsk accanto a Vaclav Fomič Nižinskij. Danzò inoltre di frequente nel ruolo della protagonista di Shéhérazade accanto al marito a partire dal 1910.  
Nel 1911 danzò sulle scene italiane in una tournée dei balletti russi in occasione del cinquantesimo anniversario dell'Unità d'Italia. Esordì al Teatro alla Scala nel gennaio di quell'anno, danzando in Shéhérazade e Cléopâtre; a maggio invece danzò al Teatro dell'Opera di Roma ne Les Sylphides, Carnaval, Il principe Igor e Il padiglione di Armida.
Nel 1913 fu l'eponima protagonista nella Cléopâtre all'Opera reale svedese. Ottenne una certa popolarità in Svezia: si esibì nuovamente a Stoccolma nel 1914 (anno in cui ricevette la medaglia Litteris et Artibus) e ci visse stabilmente tra il 1917 e il 1919 e poi di nuovo nel 1925; in questi anni calcò le scene di altri teatri dell'Europa settentrionale, tra cui il Teatro reale danese di Copenaghen nel 1918.
Nel 1914 si alternava a Tamara Platonovna Karsavina nel ruolo di Cloe nel Dafni e Cloe in tour a Monte Carlo e Londra e danzò nel ruolo di Sulamita nella prima mondiale de La Légende de Joseph all'Opéra. Nel 1915, di nuovo in patria e al Teatro Imperiale, fu Berenice in Nuit d'Egypte.  
Nel 1921 emigrò definitivamente negli Stati Uniti con il marito e qui continuò a insegnare danza fino alla morte, all'età di sessantanove anni.